# Нагорный Карабах

Нагорно-Карабахская автономная область в составе Азербайджанской ССР. Автономия охватывала часть, но не весь Нагорный Карабах

Наго́рный Караба́х (азерб. Dağlıq Qarabağ) — регион на территории современного Азербайджана. Занимает восточные и юго-восточные горные и предгорные районы Малого Кавказа. Географически является продолжением Армянского нагорья. Вместе с Равнинным Карабахом составляет историко-географическую область Карабах.
В 1923 году из населённой преимущественно армянами нагорной части Карабаха была образована Автономная область Нагорного Карабаха (в 1936 году, после принятия новой союзной конституции, была переименована в Нагорно-Карабахскую автономную область (НКАО)).
На момент образования площадь АОНК составляла 4 161 км². Согласно Всесоюзной переписи 1926 года, население области составляло 125,3 тысяч человек, среди которых армяне составляли 89,14 % (по данным БСЭ, на 1925 год армяне составляли  94,4 % населения АОНК).
В ходе Первой карабахской войны 1992—1994 годов регион де-факто перешёл под контроль непризнанной Нагорно-Карабахской Республики, признаваясь при этом международным сообществом за Азербайджанской Республикой.
В ходе Второй карабахской войны в сентябре-ноябре 2020 года Азербайджан вернул контроль над Физулинским, Джебраильским, Зангеланским и Кубатлинским районами, а также значительную часть территории бывшей НКАО (в том числе город Шушу и Гадрут). Согласно заявлению о прекращении огня 10 ноября 2020 года, Азербайджан также получил контроль над Агдамским, Кельбаджарским и Лачинским районами (за исключением Лачинского коридора, связывающего Нагорный Карабах с Арменией).
По итогам боевых действий к концу сентября 2023 года Азербайджан вернул под свой контроль всю территорию региона.

## Термин
До XX века под Карабахом понималась обширная территория, включающая горы и равнины (см. Равнинный Карабах). Вопрос разделения Карабаха на Нагорный и Равнинный является спорным: азербайджанцы рассматривают Карабах как часть единой географии, в то время как армянская точка зрения подчеркивает отдельность нагорной части с армянским большинством. 
В 1923 году Автономная область Нагорного Карабаха (АОНК, позже НКАО) была создана из преимущественно армянонаселённой части Нагорного Карабаха. Чтобы смягчить азербайджано-армянский конфликт, границы АОНК были проведены так, чтобы максимально разделить азербайджанцев и армян.
Нередко термином Нагорный Карабах называют Нагорно-Карабахскую Республику, хотя её территория географически с Нагорным Карабахом совпадают лишь частично.

### Этимология
По общепринятой версии название «Карабах» происходит из тюркского слова «кара» — чёрный и персидского «баг» — сад.
Согласно другой точке зрения, высказанной армянским историком Б. А. Улубабяном, название Карабах происходит не от kara bağ «чёрный сад», а имеет тюрко-армянское происхождение и образовано от Łara Bałk' «Великий Багк» (по названию восточного армянского царства Ктиш-Багк). Американский историк Роберт Хьюсен считает такую этимологию возможной.
После монгольского завоевания региона, это название закрепилось за южным Арраном.
Это название впервые встречается в «Нусхат ал-кулуб» (1340) Хамдаллаха Казвини и, по мнению В. Ф. Минорского, возможно, связано с вымершим одноимённым тюркским племенем. Также одно из старых упоминаний этого названия в «Столетней летописи» XIV века из летописного свода «Картлис цховреба» («История Грузии»).
По-армянски регион называется Լեռնային Ղարաբաղ (читается Leṙnain Łarabał), по-азербайджански — Dağlıq Qarabağ или Yuxarı Qarabağ. Для обозначения территории армяне также часто используют название провинции Великой Армении, а позднее и Кавказской Албании — Арцах (арм. Արցախ), охватывавшей регион в древности.

## История

### Античность
Автохтонным населением региона были различные племена, преимущественно неиндоевропейского происхождения (племена кавказско-албанского происхождения по В. Ф. Минорскому; шаки, утии и гаргары-албаны по К. В. Тревер). Согласно энциклопедии «Ираника», миграции армян до реки Куры имели место ещё в VII веке до н. э. При этом арменизацию региона связывают с вхождением территорий вплоть до юга от Куры в состав Армении, касательно датировки которого есть несколько мнений. Так, ряд авторов называют восточной границей Ервандидской Армении (IV—III вв. до н. э.) озеро Севан. Р. Хьюсен в более ранних работах, а также советские востоковеды К. В. Тревер, А. П. Новосельцев, С. Т. Еремян датировали вхождение территории Карабаха в состав Великой Армении и начало арменизации автохтонного населения правобережья Куры II веком до н. э. В более поздней работе Р. Хьюсен допускает вхождение территорий к югу от Куры в состав в IV веке до н. э. Ж.-П. Маэ называет эту же эпоху периодом начала арменизации региона.
В составе государства Великая Армения, северо-восточная граница которого проходила по реке Кура, территория современного Нагорного Карабаха находилась, с перерывами, вплоть до 387 года н. э. После падения Великой Армении территория Арцаха окончательно отошла к вассальной от Персии Кавказской Албании. На арменизированной в результате долгого нахождения в составе Армении территории современного Нагорного Карабаха с этой эпохи процветает армянская культура.

### Средние века

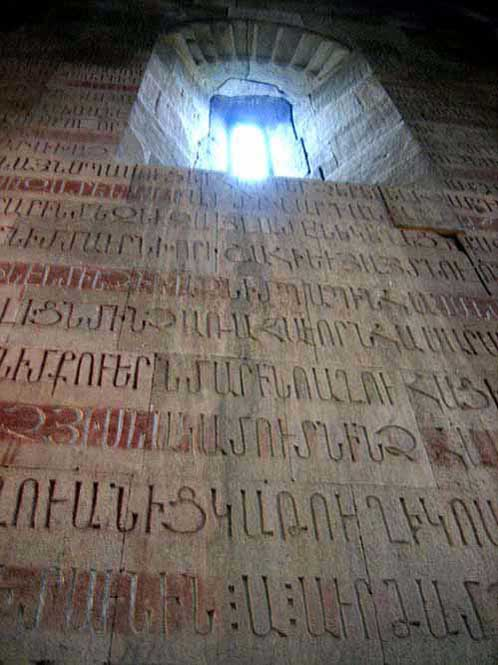
Надпись Гасан-Джалала в Гандзасаре на древнеармянском языке

С конца VI до начала IX века полиэтническая Албания находилась под властью Михранидов — династии иранского происхождения. Последние были вассалами сначала Сасанидов затем Халифата, сами же, согласно специалистам, подверглись арменизации. По сообщениям исторического источника 700 года, население древнеармянской провинции Арцах говорило не просто по-армянски, но и на своём собственном диалекте армянского языка.
В начале IX века под предводительством Сахла Смбатяна (Сахл ибн Сунбат ал-Армани), которого Каганкатваци именует «Саhлем из рода hАйка», на территории Нагорного Карабаха образовалось армянское феодальное княжество Хачен. В IX—XI веках Хачен оказывается в вассальной зависимости от Армянского государства Багратидов.
В XI веке Восточное Закавказье подверглось нашествию огузов-сельджуков. Часть сельджуков, осевших на равнинных землях между Курой и Араксом (Мильско-Карабахская равнина), впоследствии, смешавшись с местным иранским и кавказским населением, составили основу будущего азербайджанского этноса.

С начала XIII века в Нагорном Карабахе правили армянские княжеские династии Гасан-Джалаляны и Допяны — ответвления потомков Сахля Смбатяна. Как отмечают авторы академической «Истории Востока», «Православной энциклопедии», а также другие авторитетные российские историки, в XII—XIII веках армянонаселённый Нагорный Карабах становится одним из центров армянской культуры. После сельджукского завоевания Армении в Хачене продолжает существовать армянское правление, являвшейся центром армянской политической жизни.

### Новое время
В XV веке Нагорный Карабах переходит под сюзеренитет туркоманских государств Кара-Коюнлу и Ак-Коюнлу, а затем в состав Сефевидского государства. Здесь образовывается Карабахское беглербекство. В период Сефевидов армянские правители Нагорного Карабаха сохраняли свою автономию.
В течение XVI века кочевники Карабаха объединились в конфедерации Игирми-дёрд (двадцать четыре) и Отуз-ики (тридцать два). Эти две конфедерации были основными союзниками Сефевидов на севере Азербайджана. Османы, которые короткими периодами завоевывали Карабахское беглербекство, провели здесь две переписи населения (тахрира) — 1593 и 1727 года — которые дают подробные списки племён. Например, в переписи 1593 года сообщается о племени баят, переселенцев из северной Сирии, которые кочевали в области Джалаберта.
Согласно данным 1727 года, племя джаванширов имело пастбища в Баяте, Дизаке, Кашатаге, Варанде и Хачене; племя отуз-ики имело пастбища в Баяте, Варанде, Инджеруде, Хачене и Джалаберте; ветвь софулу племени устаджлу проживало в Хачене. Ряд племен также занимались в нагорной части Карабаха сельским хозяйством — оймаки бегахмедли и зенгишанлы из отуз-ики, например, наряду с другими территориями, также в Джалаберте; джаванширские оймаки: яглавенд, дедели, таматлы, кечегозлу, сеидахмедли, карыбенд, сеидмемедли, карабурунлу — в Дизаке, софулу — в Хачене, шейхбабалы — в Кашатаге.
В начале сефевидского владычества (рубеж 1500-х и 1510-х) магалы Дизака и Варанды (будущие Физулинский и Джебраильский районы) являлись тиюлем (феодальным владением) беглербека Пири-бека Каджара. В Дизаке и Варанде находилось несколько десятков и 120 сёл, соответственно, которыми преимущественно руководили местные армянские правители.
На рубеже XVI—XVII веков Хачен распался, а на его месте постепенно образовались пять армянских княжеств (Варанда, Гюлистан, Дизак, Джраберд и Хачен), которые соответственно получили название «Хамса» — «пятёрка».  Российский историк конца XIX века П. Г. Бутков, ссылаясь на Санкт-Петербургские ведомости от 1743 года приводит следующую цитату:
Карабаг есть страна лежащая между левого берега Аракса и правого реки Куры, выше Муганского поля, в горах. Главнейшие обитатели её — Армяне, управляемые наследственно 5 своими меликами или природными князьями, по числу сигнагов или кантонов: 1, Чараперт, 2, Игермадар, 3, Дузах, 4, Варанд, 5, Хачен.
Эти меликства, подчинявшиеся беглербеку Карабаха (с резиденцией в Гяндже), просуществовали до второй половины XVIII века.
Эти мелики, по учреждению Надыра, непосредственно зависели от шаха, а местное управление имел католикос их (или титулярный патриарх, поставляемый от главного всей Армении патриарха эчмиадзинского), имеющий прилагательный титул авганского, каковым именем древле Армения называлась..
Институт меликств в Нагорном Карабахе окончательно был сформирован при иранском шахе Аббасе I. После распада в конце XIV века армянского царства Киликии, как отмечают авторитетные российские источники, в том числе Большая Российская Энциклопедия, а также западные источники, в том числе «Энциклопедия ислама», практически только в Карабахе сохранились остатки армянского государственного устройства. В документе конца XVIII века говорится:
«В области Карабагской, яко едином остатке древния Армении сохранявшем чрез многие веки независимость свою под властию природных владельцов, полагала нация сия при помощи божией и неотъемлемом от нея сильном покравительстве Всероссийския империи ту только льстящую ея надежду»

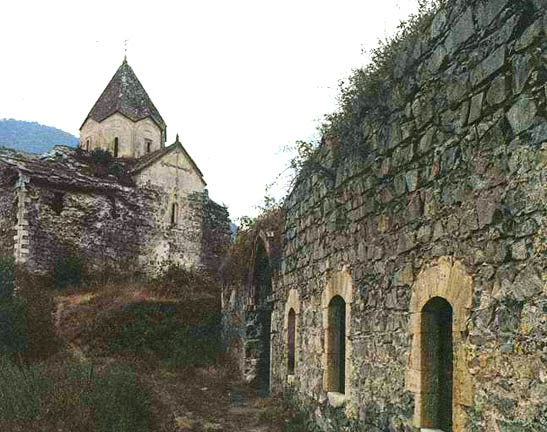
Армянский монастырь Ерек Манкунк, XVI—XVII века

В 1720-е годы Нагорный Карабах становится одним из центров национально-освободительной борьбы армян против Османской империи, контролировашей регион в 1723—1733 годах. В этой борьбе армяне Нагорного Карабаха были воодушевлены также персидским походом Петра I. В 1722–1730 годах армянские княжества Карабаха даже добились кратковременной независимости.

Начиная с периода правления Петра I, мелики Карабаха и католикос Гандзасарского монастыря Есаи Гасан-Джалалян начинают тайную переписку с российскими правителями, возобновлённую при Екатерине II и продолжавшуюся до присоединения этих территорий к Российской Империи. Из послания католикосов Есаи и Нерсеса и карабахских меликов Петру I:
Смиренно поклоняются Вам все служивые покорные слуги: нынешние вожди армянской карабахской земли, высокие и низшие властвующие, начальники и простолюдины, всадники и пешие, а также весь простой народ.

Ваше Императорское Величество! Мы несколько раз направили в Вашу Державу своих людей. И письмами обращались к Вам, беспокоя Ваше Величество, призывая помочь нам, ибо уже три года, как мы без руководителя и без хозяина. А ведь мы окружены безжалостными врагами: персами, османскими турками, дагестанцами и другими.

В 1747 году в Равнинном Карабахе было образовано Карабахское ханство, которое вскоре установило власть над Нагорным Карабахом: первые два карабахских хана — Панах и Ибрагим — подчинили своей власти армянских меликов, утвердившись в центре армянского меликства Варанда — в построенном Панахом и его союзником, армянским князем Шахназаром, городе-крепости Шуше. В результате междоусобиц между армянскими меликами, впервые за свою историю Нагорный Карабах оказался под властью тюркского правителя. После этих событий, с середины XVIII века, наблюдается массовый отток армянского населения из Нагорного Карабаха, и, наоборот, тюркские переселения. Изначально ханство находилось под персидским сюзеренитетом, но во время русско-персидской войны (1804—1813) было занято русскими войсками и по трактату 14 мая 1805 года было принято в российское подданство.
Формально оно было признано за Россией по русско-персидскому Гюлистанскому мирному договору 1813 года.
После ликвидации ханства в 1823 году Нагорный Карабах представлял собой сначала часть Карабахской провинции, затем — часть нескольких уездов Елизаветпольской губернии.

### Новейшее время
После распада Российской империи и образования 28 мая 1918 года независимых республик Армения и Азербайджан, Карабах стал ареной борьбы между ними в ходе армяно-азербайджанской войны 1918-1920 годов. Армянскую сторону в конфликте представляло Народное правительство Карабаха, позже известное как Армянский Национальный Совет Карабаха. В конце сентября турецко-азербайджанские войска установили частичный контроль над Карабахом. В январе 1919 британское командование на Кавказе объявило, что Карабах и Зангезур признаётся под временным азербайджанским командованием до решения Парижской мирной конференции. Это вызвало недовольство армян, но после провальных боевых действий летом 1919 года Армянскому Национальному Совету Карабаха пришлось принять это условие. По армяно-азербайджанскому договору 22 августа 1919 года Карабаху предоставлялась территориальная автономия, а местным армянам культурная автономия. В начале 1920 года на Парижской мирной конференции Карабах был признан за Азербайджаном. После советизации Армении и Азербайджана, решением Кавбюро ЦК РКП(б) от 4 июля 1921 года было решено передать Нагорный Карабах Армении, но окончательное решение оставить за ЦК РКП(б), однако новым решением от 5 июля он был оставлен в составе Азербайджана с предоставлением широкой областной автономии.
В 1923 году из армянонаселенной части Нагорного Карабаха в составе Азербайджанской ССР была образована Автономная область Нагорного Карабаха (АОНК). В 1936 году АОНК была переименована в Нагорно-Карабахскую автономную область (НКАО).

## Население

### XIX век
По данным переписей первой половины XIX века, около трети населения всей территории всего Карабаха (вместе с равнинной его частью до устья реки Кура) составляли армяне, и около двух третей азербайджанцы. Как отмечает американский историк Д. Бурнутян, переписи тех лет показывают, что армянское население было, в основном, сосредоточено в 8 из 21 магалов (районов) Карабаха, из которых 5 составляют современную территорию Нагорного Карабаха, а 3 входят в современную территорию Зангезура. Таким образом, 35 процентов населения Карабаха (армяне) проживали на 38 процентах территории всего края, составляя абсолютное большинство в Нагорном Карабахе (более 90 %). Согласно А. Н. Ямскову, следует учитывать тот факт, что переписи населения велись в зимний период, когда кочевое азербайджанское население находилось на равнинах, а в летние месяцы оно поднималось на высокогорные пастбища, меняя демографическую ситуацию в горных районах. .
Как указывает А. А. Мкртчян, в Карабахе этническая граница практически соответствовала физико-географической границе Нагорного и Равнинного Карабаха, проходя по западной окраине Мильско-Карабахской степи. При этом в азербайджанонаселённом Равнинном Карабахе было некоторое количество армянских, а в армянонаселённом Нагорном Карабахе азербайджанских сёл. Шуша, крупнейший город Карабаха, имел азербайджанский и армянский квартал. В летние месяцы ввиду миграций азербайджанских кочевников этническая граница стиралась и в Нагорном Карабахе образовывалась широкая полоса со смешанным населением.

### Начало XX века
Ричард Ованнисян приводит источник 1919 года, согласно которому в Нагорном Карабахе, в который входили большая часть Шушинского уезда и части Елизаветпольского (Гюлистан), Карягинского и Джеванширского уездов, Карягинского и Джеванширского уезда проживало 165 тысяч армян (71,4 %), 59 тысяч мусульман (25,5 %), из которых 20 тысяч жили в Шуше или его окрестностях, а также 7 тысяч русских (3,1 %) (данные других приведенных им источников незначительно отличаются).
Автономная область Нагорного Карабаха была создана из преимущественно армянонаселённой части Нагорного Карабаха. Как указывает Лоуренс Броерс, чтобы смягчить азербайджано-армянский конфликт, границы АОНК были проведены так, чтобы максимально разделить азербайджанцев и армян. Это привело к созданию территориальной единицы с (согласно переписи 1926 года) 89.1%-ным армянским большинством. Согласно другой переписи того периода, 1923 года, в АОНК армяне составляли 94 %; из оставшихся 6 % подавляющее число были азербайджанцы. Среди других меньшинств выделялись курды, издавна населяющие эти земли и русские, переселенцы или потомки переселенцев XIX-XX веков; было также некоторое количество греков, также колонистов XIX века

### Этноязыковая динамика
| Год    | Население             | Население | Армяне  | Доля армян (%) | Азербайджанцы    | Русские       |
| ------ | --------------------- | --------- | ------- | -------------- | ---------------- | ------------- |
| 1823   | 36 475                | 36 475    | 30 850  | 84,6           | 5370 (14,7 %)    |               |
| 1833   | 26 100                | 26 100    | 21 900  | 83,9           |                  |               |
| 1875   | 91 300                | 91 300    | 78 800  | 84,4           | 14 500 (15,3 %)  |               |
| 1886   | 121 216               | 121 216   | 103 055 | 85,02          | 17 038           | 299           |
| 1897 п | 128 600               | 128 600   | 106 400 | 82,7           | 20 400 (15,9 %)  | 1500 (1,17 %) |
| 1914   | 167 100               | 167 100   | 135 400 | 81             | 29 700 (17,8 %)  |               |
| 1921   | 131 500               | 131 500   | 124 200 | 94,4           |                  |               |
| 1923   | 127 800               | 127 800   |         |                |                  |               |
| 1923   | 157 800               | 157 800   | 149 600 | 94             | 7700 (6 %)       |               |
| 1925   | 157 807               | 157 807   | 142 470 | 90,3           | 15 261 (9,7 %)   | 46            |
| 1926 п | 125 300               | 125 300   | 111 694 | 89,14          | 12 592 (10,05 %) | 596 (0,48 %)  |
| 1939 п | НКАО                  | 150 837   | 132 800 | 88,04          | 14 053 (9,3 %)   | 3174 (2,1 %)  |
| 1939 п | Степанакерт           | 10 459    | 9079    | 86,8           | 672 (6,4 %)      | 563 (5,4 %)   |
| 1939 п | Гадрутский район      | 27 128    | 25 975  | 95,7           | 727 (2,7 %)      | 349 (1,3 %)   |
| 1939 п | Мардакертский район   | 40 812    | 36 453  | 89,3           | 2833 (6,9 %)     | 1244 (3,0 %)  |
| 1939 п | Мартунинский район    | 32 298    | 30 235  | 93,6           | 1501 (4,6 %)     | 457 (1,4 %)   |
| 1939 п | Степанакертский район | 29 321    | 26 881  | 91,7           | 2014 (6,9 %)     | 305 (1,0 %)   |
| 1939 п | Шушинский район       | 10 818    | 4177    | 38,6           | 6306 (58,3 %)    | 256 (2,4 %)   |
| 1959 п | 130 406               | 130 406   | 110 053 | 84,4           | 17 995 (13,8 %)  | 1790 (1,6 %)  |
| 1970 п | 150 313               | 150 313   | 121 068 | 80,5           | 27 179 (18,1 %)  | 1310 (0,9 %)  |
| 1979 п | 162 181               | 162 181   | 123 076 | 75,9           | 37 264 (23,0 %)  | 1265 (0,8 %)  |
| 1989 п | 189 085               | 189 085   | 145 450 | 76,92          | 40 688 (21,5 %)  | 1922 (1,0 %)  |
| 2005 п | 137 737               | 137 737   | 137 380 | 99,74          | 6 (0,004 %)      | 171 (0,12 %)  |
| 2015 п | 145 053               | 145 053   | 144 683 | 99,74          | н/д              | 238 (0,16 %)  |

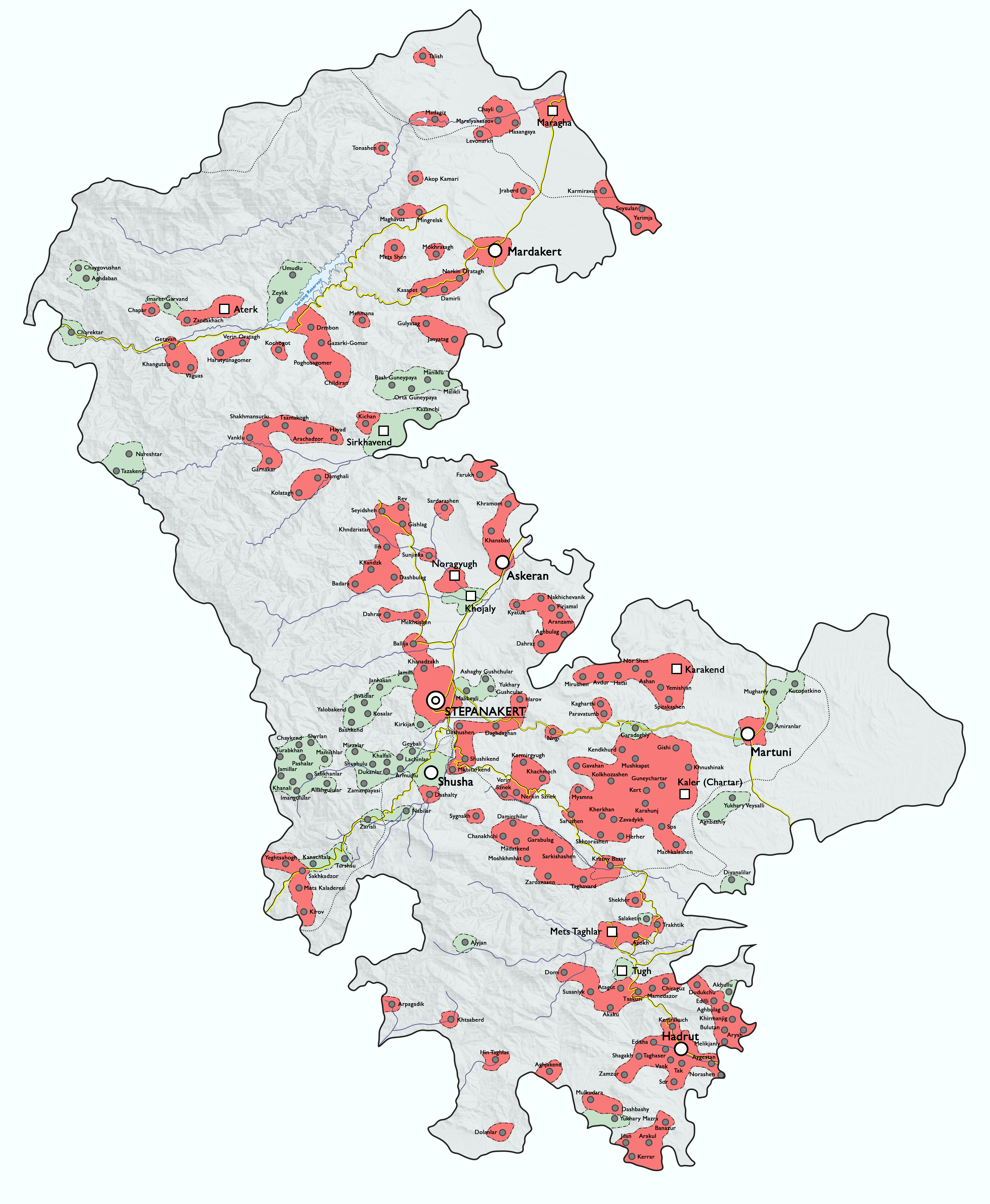
Этническая карта Нагорно-Карабахской Автономной области под конец существования СССР, 1989.
Армянонаселенные места
Азербайджанонаселенные места
Необитаемые места (Горы, фермы и т. д.)

За годы советской власти процент азербайджанского населения НКАО возрос до 21,5 % а армянского населения снизился до 76,9 %. Армянские авторы объясняют это целенаправленной политикой властей Азербайджанской ССР по изменению демографической ситуации в регионе в пользу азербайджанцев. Похожие этнические сдвиги в сторону титульной национальности наблюдались также в автономных республиках Грузинской ССР: Абхазии, Южной Осетии и Аджарии. Гейдар Алиев, третий президент Азербайджана (1993—2003), который в 1969—1982 годах занимал должность первого секретаря ЦК КП Азербайджанской ССР, 22 июля 2002 года принимая в Президентском дворце учредителей Бакинского пресс-клуба по случаю Дня национальной печати, комментируя данную тему заявил: 
«…я говорю о периоде, когда был первым секретарём, я много помогал в то время развитию Нагорного Карабаха. В то же время старался изменить там демографию. Нагорный Карабах поднимал вопрос об открытии там вуза. У нас все возражали. Я подумал и решил открыть. Но с тем условием, чтобы было три сектора — азербайджанский, русский и армянский. Открыли. Азербайджанцев из прилегающих районов мы направляли не в Баку, а туда. Открыли там большую обувную фабрику. В самом Степанакерте не было рабочей силы. Направляли туда азербайджанцев из окружающих область мест. Этими и другими мерами я старался, чтобы в Нагорном Карабахе было больше азербайджанцев, а число армян сократилось.»
Однако, по мнению Ямскова, подобное изменение соотношения азербайджанского и армянского населения объяснялось более высоким естественным приростом среди азербайджанцев, миграцией азербайджанцев из других регионов Аз.ССР в НКАО и значительным оттоком сельских армян в города Закавказья и других частей СССР. При этом азербайджанские мигранты в НКАО были, как правило, из Равнинного Карабаха и сохраняли историческую память о летних перекочевках в Нагорный Карабах.
Доля русского населения в Нагорном Карабахе, как следует из таблицы, стремительно увеличивалась в довоенные годы и, достигнув максимума в 1939 году, начала столь же стремительно сокращаться, что коррелирует с процессами, происходившими во всем Азербайджане. В 1939 году наиболее велика доля русских была в Степанакерте (5,4 %).
Из пяти районов НКАО азербайджанцы составляли большинство в самом маленьком по площади Шушинском районе, где в 1989 году, согласно последней советской переписи, проживало 23156 человек, из которых 21 234 (91,7 %) были азербайджанцами и 1620 (7 %) армянами. В самом городе Шуша проживало 17000 из которых 98 % были азербайджанцами. По данным переписи 1939 года население Шушинского района составляло 10818 человек, из которых азербайджанцев было 6306 (58,3 %) и армян 4177 (38,6 %). Причём большая часть азербайджанцев жила в Шуше, население которой было 5424 человека, в сельской части района армяне составляли большинство.
По сведениям на 1874 год, азербайджанцев (в источнике — «татар») было больше, чем армян как в городе Шуша, так и в Шушинском уезде. Так, по данным Кавказского календаря, азербайджанцы составляли 53,3 % (16000 человек), а армяне 46,7 % (14000 человек) города Шуша, а по Шушинскому уезду можно предположить, что примерно, 51 % (22583 человек) и 49 % (21506 человек) соответственно. При этом, к началу XX века большинство населения в городе Шуша и в Шушинском уезде составляли армяне. Так в 1886 году армяне составляли 81,7 % (72785 человек) населения той части Шушинского уезда, которая позже войдёт в состав НКАО и 56,7 % (15188 человек) населения города Шуша (азербайджанцы 17 % и 43,3 % соответственно). По данным ЭСБЕ (1904 год) армяне составляли 58,2 % (81911 человек) населения уезда и 56,5 % (14496 человек) населения города (азербайджанцы 41,5 % и 43,2 % соответственно). Подавляющее большинство армян Шуши были убиты или покинули город в результате Шушинской резни в конце марта 1920 года (см. Этнические чистки и погромы в ходе Армяно-азербайджанской войны (1918—1920)).
В остальных четырёх районах и городе Степанакерт азербайджанцы являлись меньшинством, однако и в них имелись населённые пункты с преимущественно азербайджанским населением. Азербайджанскими населёнными пунктами в этих четырёх районах являлись сёла Умудлу, Ходжалы и другие.

## Комментарии
1. ↑  Топоним Агванк был распространён на восточных территориях исторической Армении, в частности на территории древней области Арцах, однако название Агванк/Албания/Арран в армянонаселённом Нагорном Карабахе являлось лишь топонимом без какого-либо этнического указания[70]
2. ↑  В Сборнике материалов для описания местностей и племен Кавказа Архивная копия от 10 августа 2020 на Wayback Machine  указаны как «татары». Согласно ЭСБЕ — «адербейджанские татары», Кавказскому календарю Архивная копия от 15 марта 2022 на Wayback Machine  — «татары», в переписи населения 1897 года Архивная копия от 12 января 2021 на Wayback Machine  — «татары», язык указан как «татарский (адербейджанский)». В переписи населения СССР 1926 года Архивная копия от 21 ноября 2021 на Wayback Machine  указаны как «тюрки». В переписи населения СССР 1939 года Архивная копия от 21 ноября 2021 на Wayback Machine , согласно нынешней терминологии и далее в тексте статьи — азербайджанцы.